# リオ・グランデ (船)
リオ・グランデ (Rio Grande) はハンブルクのHamburg-Südamerikanische Dampfschifffahrtsgesellschaftの船。第二次世界大戦時の封鎖突破船の一隻。
6062総トン、長さ476と4分の3フィート、幅61と2分の1フィート、吃水24フィートで速力13ノット。
ハンブルクのHowaldtswerkeで1939年1月17日に進水し、同年3月27日に竣工した。
1940年10月31日、ブラジルのリオグランデ・ド・スルより出航。トリンダデ島とトリスタンダクーニャの間の会合点へ向かい、11月9日に仮装巡洋艦「トール」と会合。「トール」へ補給品が渡され、また「トール」から捕虜315名が「リオ・グランデ」に移された。「リオ・グランデ」は11月16日に「トール」と別れ、12月14日にボルドーに着いた（またはジロンド川の港へ向かい12月16日に到着）。
15cm砲1門が搭載され、主に工業製品を積んだ「リオ・グランデ」は9月21日にボルドーより出航。ホーン岬をまわり、ハワイとフェニックス諸島の間を通過して12月6日に日本の大阪に着いた。1942年1月31日、神戸より出航。日本機に爆撃されるも被弾はせず、南極圏に入り、喜望峰をまわって4月10日ないし16日にボルドーに着いた。燃料タンクや水タンクの増設や砲の追加がなされた後、「リオ・グランデ」は日本向けの物品を積んで9月28日にボルドーから出航。ショート サンダーランド2機の攻撃を受けてスペインのフェロルへ退避した後、アゾレス諸島の西のルートをとり、喜望峰を回ってインド洋に入った。11月28日、インド洋で封鎖突破船「Ramses」がオーストラリア巡洋艦「アデレード」とオランダ巡洋艦「ヤコブ・ファン・ヘームスケルク」に捕捉されて沈んだ。そのため「リオ・グランデ」は安全になるまで待ってから日本の勢力圏内へ向かい、ボルネオ島とセレベス島の間を通って12月31日に神戸に着いた。1943年1月28日、横浜より出航。しかし、封鎖突破船を取り巻く状況の悪化により引き返すよう命じられて日本に戻った。
その後潜水艦による物資輸送が行われていたものの不十分であり、「リオ・グランデ」を含め5隻の封鎖突破船が日本からヨーロッパへ向かうことになった。「リア・グランデ」は1943年10月4日に横浜より出航した。1944年1月4日、「リオ・グランデ」はブラジルの北東約550浬（またはブラジル沿岸の北東約55浬）でアメリカ軽巡洋艦「オマハ」と駆逐艦「Jouett」に発見され、自沈した。救命艇に載った乗員たちはブラジルへ向かったが飛行船に発見され、1月8日にアメリカ軽巡洋艦「マーブルヘッド」に72名が収容された。